# Luis Garrido
Luis Garrido (Juticalpa, 5 november 1990) is een Hondurees voetballer die als verdedigende middenvelder speelt. In 2012 debuteerde hij in het Hondurees voetbalelftal.

## Clubcarrière
Garrido debuteerde bij zijn jeugdclub Juticalpa FC en brak door bij CD Olimpia waar hij sinds 2008 in het eerste team speelde. In 2011 was hij zes maanden verhuurd aan Deportes Savio. In januari 2013 werd hij verhuurd aan Rode Ster Belgrado. Die club kon hem om financiële redenen niet definitief overnemen en hij keerde medio 2013 terug bij Olimpia. Op 25 juli 2014 werd hij verhuurd aan het Amerikaanse Houston Dynamo. Zijn debuut maakte hij op 4 augustus 2014 tegen DC United In 2018 ging hij naar Alajuelense op Costa Rica. Na een mislukte periode in Spanje bij Córdoba CF, ging hij medio 2020 naar Marathón. 

## Interlandcarrière
Hij was jeugdinternational en nam deel aan de Olympische Zomerspelen 2012. Luis Garrido maakte zijn debuut in het Hondurees voetbalelftal op 12 oktober 2012 in een wedstrijd in het kwalificatietoernooi voor het wereldkampioenschap voetbal 2014 tegen Panama (0–0). Op 6 mei 2014 maakte bondscoach Luis Fernando Suárez bekend Garrido mee te zullen nemen naar het wereldkampioenschap in Brazilië. Hij maakte ook deel uit van de selectie op de CONCACAF Gold Cup 2015 en 2019.

## Erelijst
CD Olimpia
- Liga Nacional de Honduras

Clausura 2009, Clausura 2010, Apertura 2011, Clausura en Apertura 2012, Clausura 2014
- CONCACAF League

2017